# Sax SG
| SG ist das Kürzel für den Kanton St. Gallen in der Schweiz. Es wird verwendet, um Verwechslungen mit anderen Einträgen des Namens Sax zu vermeiden. |

Sax ist eine Ortschaft und eine Ortsgemeinde in der politischen Gemeinde Sennwald im Wahlkreis Werdenberg im Kanton St. Gallen in der Ostschweiz. Sax liegt am Fuss der Kreuzberge und
kontrollierte mit der Saxerlücke einen Weg vom Rheintal nach Appenzell. Das verkehrsmässig ungünstig gelegene Sax gehört architektonisch zu den besterhaltenen Bauerndörfern des Rheintals.

## Geschichte
Sax wurde 1210 als Saches erstmals urkundlich erwähnt. Im Mittelalter war Sax Zentrum der gleichnamigen Freiherrschaft, 1615 bis 1798 gehörte es zur zürcherischen Landvogtei Sax-Forstegg. 1565 erfolgte die definitive Einführung der Reformation. Gesuche um Loslösung von der Gemeinde Sennwald wurden 1835, 1838, 1866 und 1896 von der St. Galler Regierung abgelehnt.
Rindvieh- und Pferdezucht, Flachsanbau und Alpwirtschaft dominierten bis ins 19. Jahrhundert, ab 1880 spielte die Handmaschinenstickerei eine Rolle. Bis zur Melioration 1920–1936 bestand Streuewirtschaft im Saxerriet.

## Bevölkerung
| Jahr      | 1787  | 1900  | 2000  | 2019  |
| Einwohner | 476   | 717   | 760   | 841   |
| Quelle    | [ 3 ] | [ 3 ] | [ 3 ] | [ 1 ] |

## Verkehr
Sax liegt an der Landstrasse zwischen Sennwald und Gams und wird im öffentlichen Verkehr von der Linie Bendern–Gams–Sennwald des Rheintalbus im Stundentakt erschlossen.

## Kirche
Sax hat eine reformierte Kirche, die zur Kirchgemeinde Sax-Frümsen gehörte. Die Kirchgemeinde fusionierte am 1. Januar 2015 mit Salez-Haag und Sennwald-Lienz-Rüthi zur Evangelisch-Reformierten Kirchgemeinde Sennwald. Die katholische Bevölkerung gehört seit 1973 zur Pfarrei Sennwald.

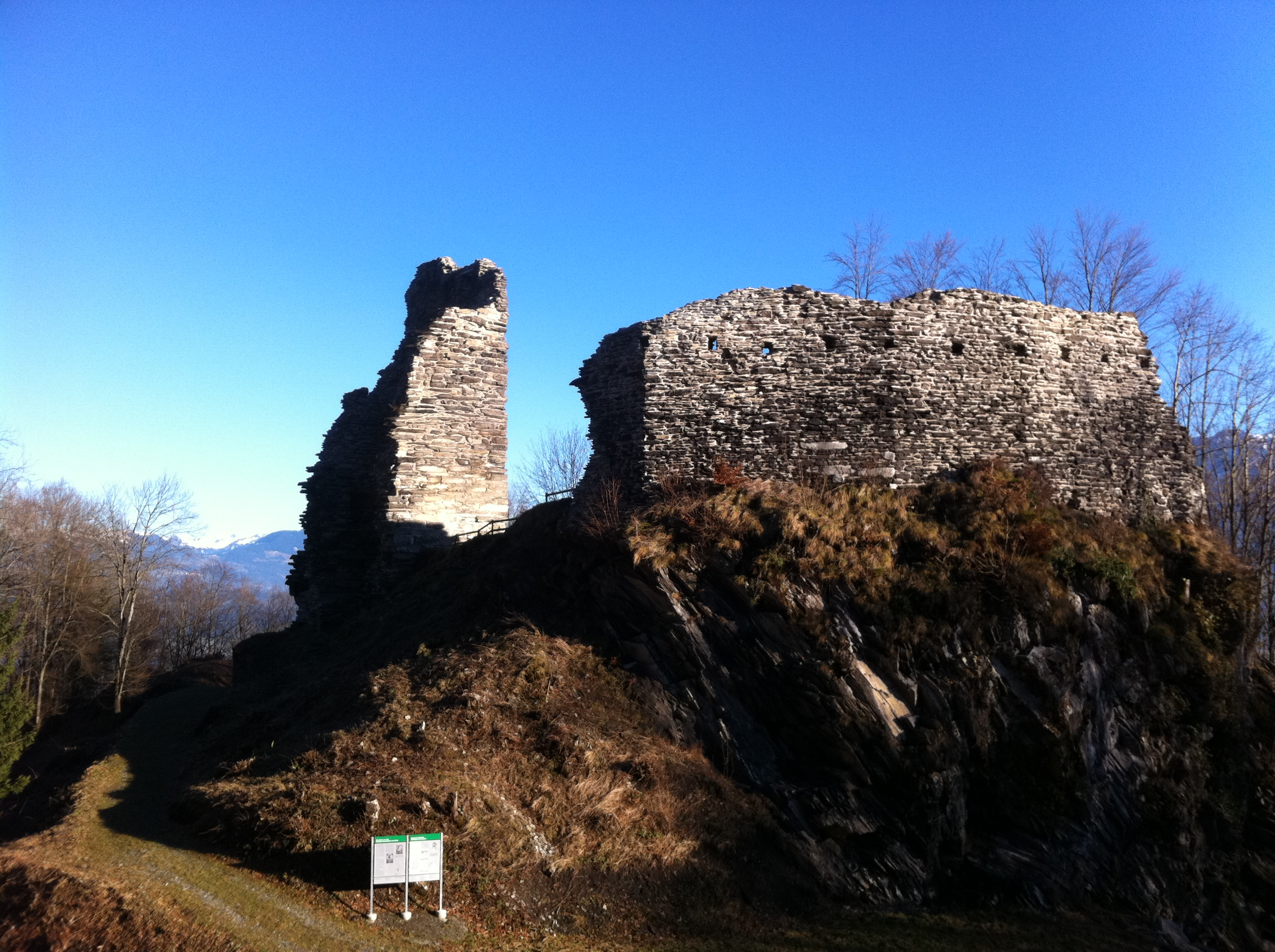
Ruine Hohensax
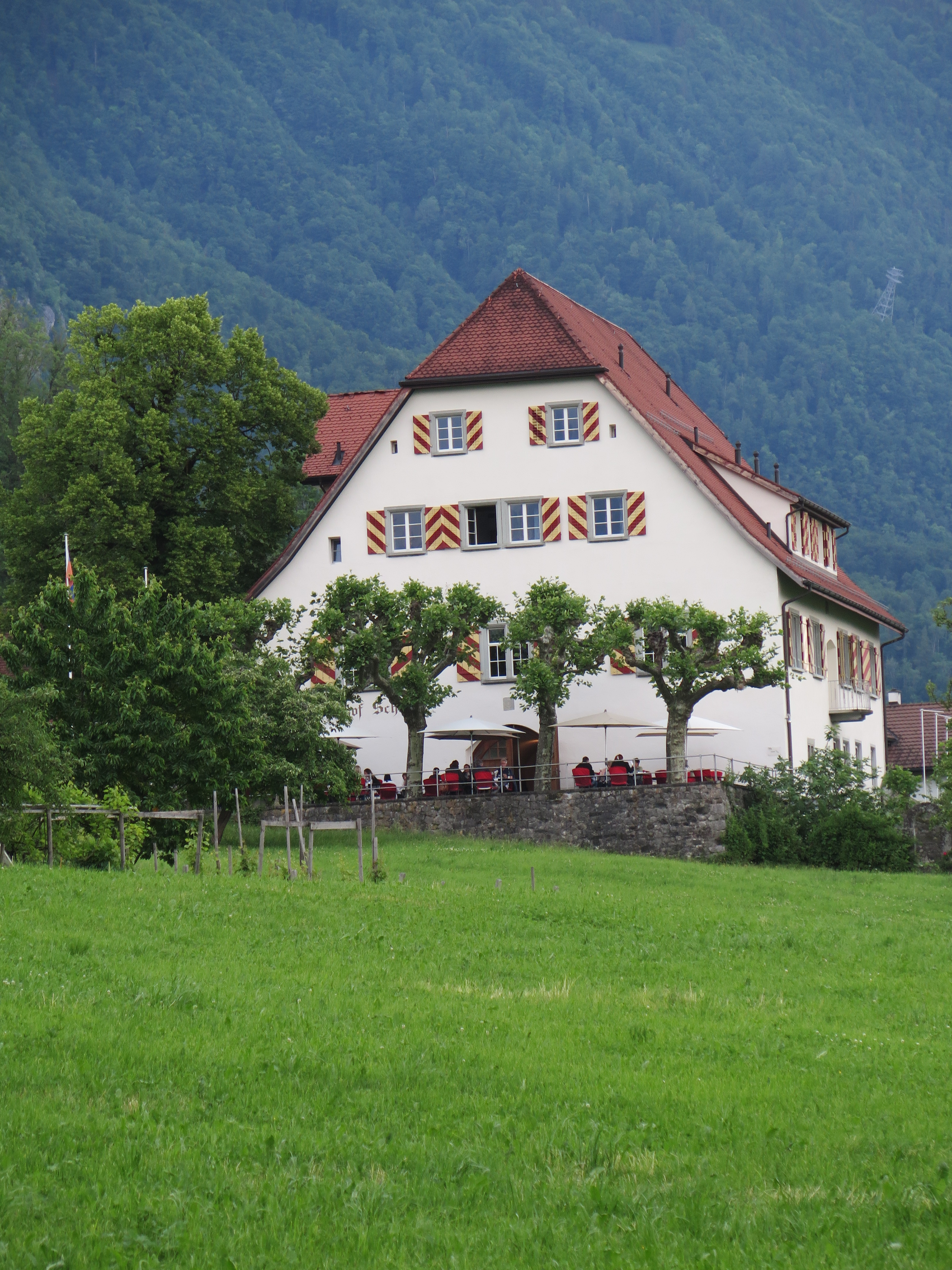
Schlössli Sax SG, erbaut um 1558/1570, jetzt Gasthof
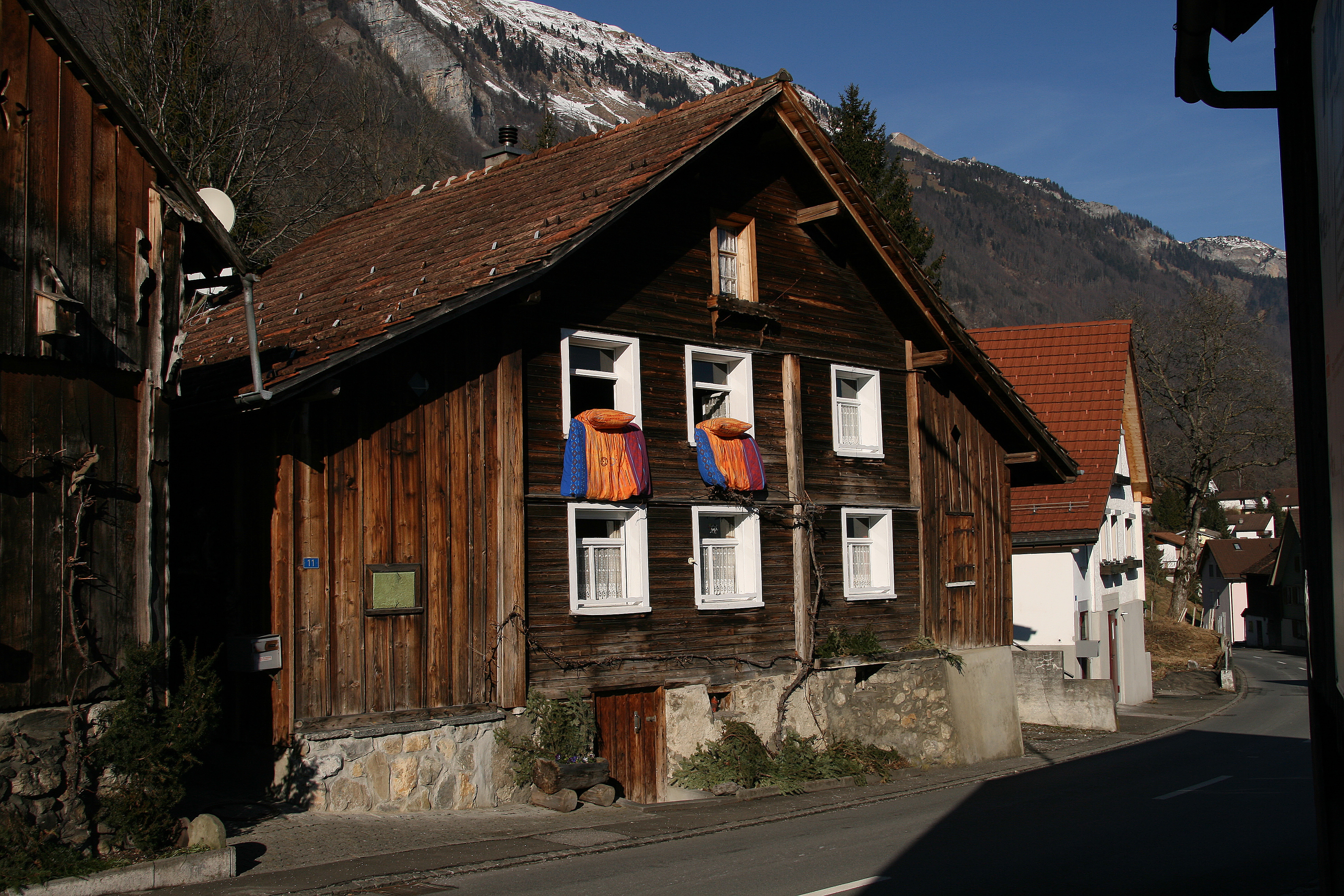
Haus in Sax SG
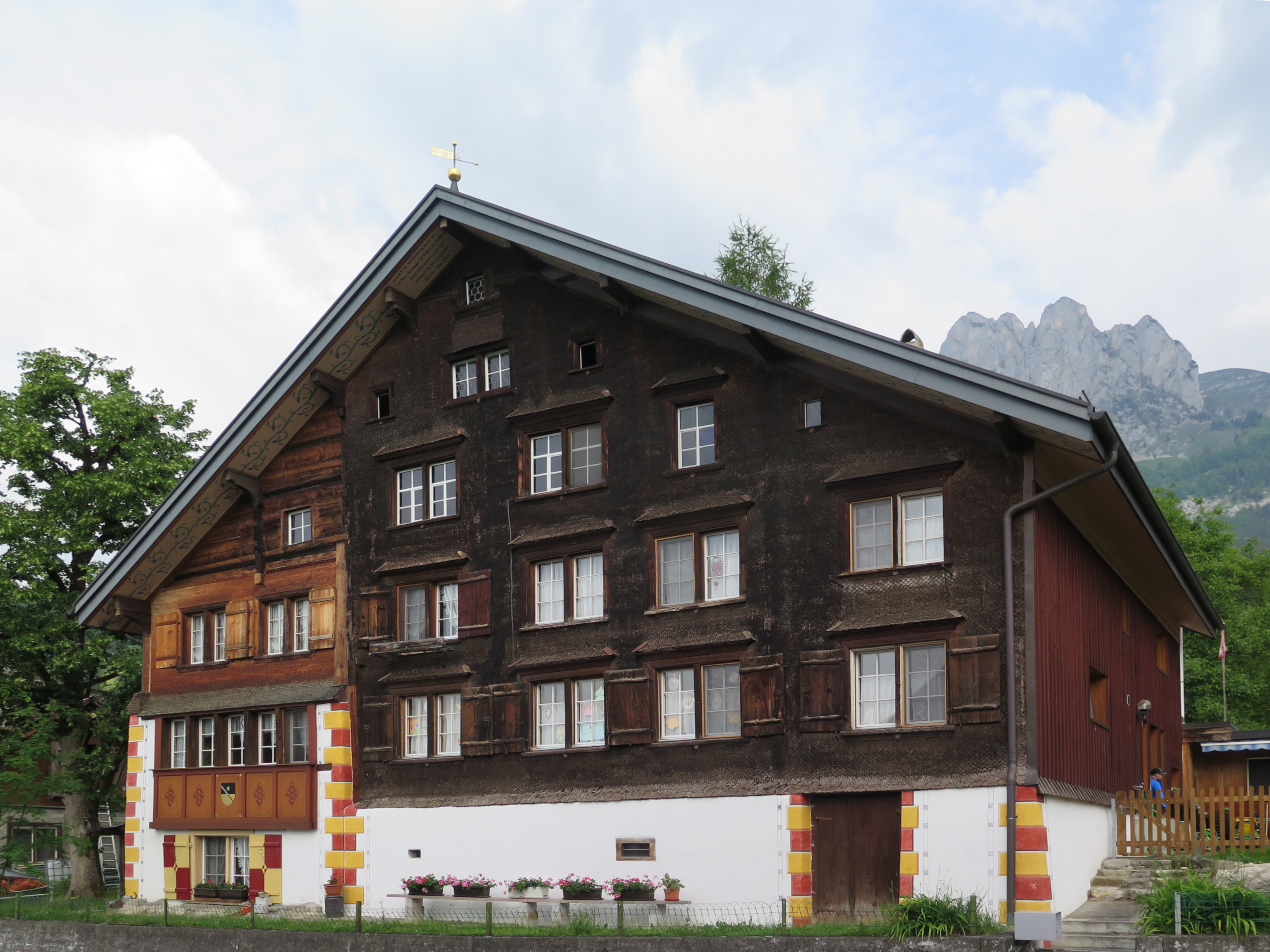
Wohnhaus in Sax SG, erbaut 1631